# Saxifragopsis fragarioides
Saxifragopsis fragarioides là một loài thực vật có hoa trong họ Saxifragaceae. Loài này được (Greene) Small miêu tả khoa học đầu tiên năm 1896.